# プリペイド式携帯電話

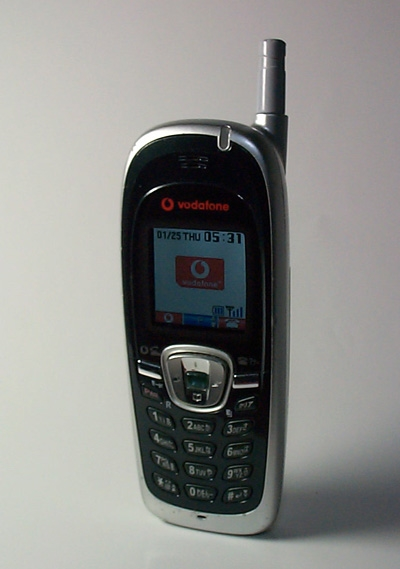
プリペイド携帯端末の一例（J-D07）

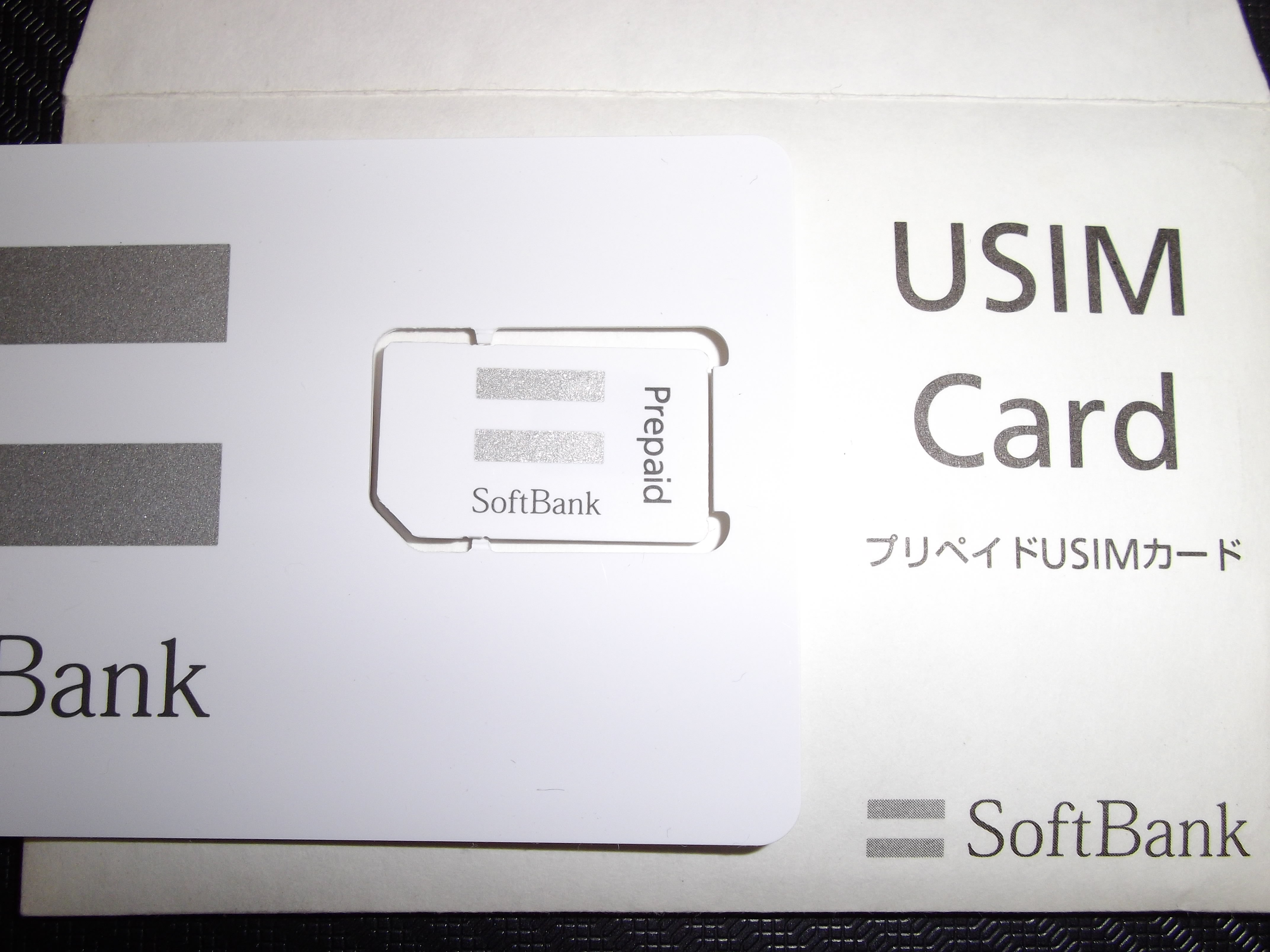
ソフトバンクプリペイド携帯用USIMカード

プリペイド式携帯電話（プリペイドしきけいたいでんわ）とは、予め料金を前払いしておく方式の携帯電話のサービスである。
各国でサービスがあり、旅行客など短期滞在の外国人（居住者以外でも使用可能）や、子供の使い過ぎを防ぎたい（予め前払いしている金額までしか使えない）、主に着信待ち受け（有効期限当たりの前払い金額が基本料金換算で安い）などとして利用されている。

## 日本国外の状況
北米を除く途上国で主流となっているGSM方式の携帯電話では、SIMカードに前払い済みの金額を登録し、一般に市販されている端末（電話機）に装着する方式である。基本料金は不要で、有効期間があり、登録（チャージ）してから一定の期間を過ぎると、残額があっても緊急以外の発信・着信（着信側も通話料金を負担する双方向課金のため）が出来なくなる。
残額を使い切ったら、コンビニエンスストアや個人商店でチャージ用のプリペイドカードを購入し、キャリア専用のダイヤルに電話をかけて、プリペイドカードに銀色で覆われた部分を硬貨で削って、そこに記載された番号を入力することによって、再び使用できるようになる。なお有効期間を過ぎると、自動的に解約になるため、手続き等は必要ない。端末の取替えや電話番号の変更も、SIMカードの差し替えのみで可能である。
西欧などでは、基本料金は不要で、残高の有効期間なども存在しないため、使い勝手が良く、携帯使用者全体の過半数を占めている。中華人民共和国でも、すべてがプリペイド式といっても過言ではない（参照：中国における携帯電話）。
各国の事業者が、自国内の電話番号を登録したものを国際的な通信販売で旅行者向けに販売している。国際ローミング契約と違い、国内通話となり通話料金が安いため人気がある。
なお、後述する匿名性を利用した犯罪利用を防止する観点から、国によっては加入（SIMカードの購入）時には、身分証明書の提示が必須だったり、1人が保有できる番号の数を制限している国家もある。

## 日本での状況
日本では、専用の端末（電話機）を購入するか、利用する端末をキャリアショップに持ち込み契約を行う（ソフトバンクのプリモバイルまたは、auのプリペイドの場合）。一定額のプリペイドカード（1枚当たり1,000～10,000円程度）をキャリアショップやコンビニエンスストアなどで購入し、電話機の操作でカードに記載された固有番号を登録する。
かつては電話機自体も、ソフトバンクの場合、サークルKサンクス両店で販売されていた。
基本料金は不要で、発信利用権に有効期間があり、登録してから一定の期間を過ぎると残額があっても緊急以外の発信ができなくなる。また、着信のみの使用・新たな発信利用権の登録も、前回登録したものの期限切れから一定期間経過した場合、不可能となるものが多い。
1998年10月にツーカーホン関西が販売を開始したのが最初。当初、贈答用を想定して開発されたといわれている。
当初、購入に身元の確認が不要だったが、その危機管理のずさんさを突かれ、
麻薬・覚醒剤等の密輸、特殊詐欺（振り込め詐欺）、オークション等の詐欺や誘拐などの犯罪に利用されるケースが多く発生した。
そのため、端末購入時の身分証明書の確認など本人確認の強化が行われたものの、インターネットなどを通じて転売しているため、依然として違法行為に利用されるケースがある。しかし、合法的な利用者も多く、生活に支障をきたす恐れもあるため、端末全ての利用を停止させることができない。通信料金の未払いなどにより、新規に携帯電話の契約をすることができない層も当サービスを利用している。2000年、この分野に力を入れていたJ-フォン（現：ソフトバンク）は、CMなどで、「使いすぎても大丈夫」・「簡単に携帯電話を入手できる」という利点を謳っていた。さらに当時、「中学生日記」などのドラマでも、こういう購入方法が出た。
不正使用を受け、元々消極的だったNTTドコモはプリペイド式携帯電話の新規販売を2005年3月31日をもって終了した（サービス自体は、2012年3月31日をもって終了）。他社については、利用者の確認などの強化をして販売を継続した。草分けといえるツーカーではプリペイド及び通常契約の新規加入受付を2006年6月30日限りで停止し、2008年3月31日をもってツーカーの全サービスを終了した。
ツーカーはコンテンツが限定されたEZweb（サービス名は「プリ de EZ」（ぷりでいーじー））を提供していたが、他のキャリアはWebサービスを提供していない。
また、auは他キャリアより早く3Gプリペイド機を発売したが、機能は通話とCメールに限られる。
ソフトバンク（当時ソフトバンクモバイル）は、2008年2月4日3Gのプリペイドサービスをスタートさせた。名称は「プリモバイル」。
S!メールなどの基本的なメールサービスの提供や（月300円でメールし放題!もスタート）、TVコールもできる様になった。しかしウェブコンテンツへのアクセスは提供していない。これは無線パケット通信の課金方法がプリペイドサービスに合わないことが原因とみられる。ツーカーの「プリ de EZ」は時間課金であり、またサイト情報料の徴収は不可能であった。
このほか、サービスが終了して強制解約される端末は、プリペイドサービスが多数を占めることが多い。2007年度いっぱいで終了したツーカーは、約23.4万契約中プリペイドサービスが約21.9万契約と約93%を占めており、2009年度いっぱいで終了したソフトバンクのPDCも、プリペイドサービスが約28万契約と、終了時点での約38万契約の約73%を占めていた。

### サービス名称
- NTTドコモ ぷりコール…2012年3月、サービス終了。
- au（KDDI/沖縄セルラー電話） CDMAぷりペイド（2018年11月7日新規受付停止）
- ソフトバンク 
  - SoftBank 6-2 ソフトバンクプリペイドサービス（東海以外）、Pj（東海のみ）…2008年3月で新規受付停止。2010年3月31日AM2:00でサービス自体が終了。
  - SoftBank 3G プリモバイル→シンプルスタイル・3Gケータイ（2008年2月4日提供開始、2019年11月12日新規受付停止）
  - SoftBank スマートフォン プリスマ→シンプルスタイル・スマートフォン（2013年9月6日提供開始、3Gは2019年11月12日新規受付停止）
- ツーカー プリケー（サービス終了）
  - 旧ツーカーセルラー東京では「プリティ」だったが、2004年に「プリケー」に統一している。発売当初、プリペイド関西（Kansai）でプリケー、プリペイド東京（Tokyo）でプリティーという意味で東西のネーミングがついたと言う。なお、ツーカーセルラー東海では関西と同じ「プリケー」だった。

### かけられない通話先
通常の携帯電話でかけられないものに加え、ナビダイヤル・テレドームは全事業者とも通話不可。
- 001,0041,0061,0033を使用する国際電話（国際登録はできるが発信はできない、ただしオペレータ通話および、コレクトコールの着信はできる）
- 0063を使用する国内・国際電話
- willcomのみ
- 0091-2020 ブラステルのアクセス番号
- 0055　KDDIクレジット通話・KDDIスーパーワールドカード通話
- 0051・0057　国際オペレータ通話（代わりに0120-977-097を使う）

## 日本における法的規制
2006年4月に、携帯電話不正利用防止法が完全施行され、携帯電話・PHSについて契約者の本人性確認の義務付けや、不正な譲渡の禁止等がなされた。法律施行前からの利用者に対しては、新聞、インターネット、電話などで本人確認が必要となる旨を公示し、期日内に身分証明書を持参の上、販売店、代理店などに来店を求めた。期日内に本人確認がなされなかった電話機については、契約を無効とし通話できなくする措置が取られた。法律施行後は、新規契約の際に身分証明書の提示を求められ、身元情報の照会が行われる。
プリペイド式携帯電話の規制が強化された結果、多重債務者などに通常の携帯電話の契約をさせ、振り込み銀行預金口座付きで転売させる、日本国外でプリペイド携帯に加入し、国際ローミング契約するなど、使用者をわからなくするための新たな手口も使われるようになり、移動体通信事業者・警察等も対策に苦慮している。
MVNO各社は訪日外国人観光客向けに、データ専用ではあるものの、プリペイドSIMカードの販売を行っている。

## 年表
- 1999年8月1日 - ツーカーホン関西がプリケーカードコールサービスを開始。
- 1998年10月 - ツーカーホン関西が日本初のプリペイド携帯を発売開始。
- 1999年 - 東海デジタルホンでプリペイド携帯を発売開始。
- 1999年12月 - 日本移動通信(IDO、現在のau関東、中部地区)がプリペイド携帯「ぷりぺIDO」(PDC方式)を発売開始[2]。
- 2000年7月1日 - 購入時の本人確認が強化された。
- 2000年10月- アステル東京がPHS初のプリペイド携帯音声通信を発売開始。
- 2001年12月 - 日本通信が日本初の仮想移動体通信事業者として、プリペイドデータ通信を発売開始。
- 2002年6月30日 - au、PDC方式のプリペイド携帯の販売を終了[3]。
- 2002年7月 - au、cdmaOne方式のプリペイド携帯「CDMAぷりペイド」を発売開始[4]。
- 2003年3月31日 - au、PDC方式のサービス終了。
- 2004年6月9日 - YOZAN、プチペイドの新規申し込みを停止。
- 2005年3月31日 - NTTドコモ、ぷりコールの新規申し込みを停止。
- 2006年4月1日 - 携帯電話不正利用防止法が完全施行され、本人確認がさらに強化された。
- 2006年6月30日 - ツーカー、 プリケーの新規申し込みを終了。
- 2006年9月1日 - ボーダフォン（当時の日本法人）、ボーダフォンプリペイドサービスとPjサービスの料金と期間を改定。ボーダフォンプリペイドサービスは通話料をこれまでの終日1分60円から、1秒2円に変更。pjは国内通話料をこれまでのスタンダード1分80円、ゴールド1分60円から、ゴールド・スタンダードとも終日1秒2円に変更。超短時間通話の場合を除き、値上げである。またボーダフォンプリペイドサービス、pjとも電話番号有効期間をこれまでの180日から360日に変更。
- 2006年11月15日 - ツーカープリペイドサービスからauぷりペイドへの同番移行が可能となる。
- 2007年9月1日 - ソフトバンクモバイル、ソフトバンクプリペイドサービスとPjサービスの料金を改定。6秒9円に統一される。
- 2008年2月4日 - ソフトバンクモバイル、3Gのプリペイドサービス「プリモバイル」を開始。
- 2008年3月31日 - ツーカー、サービス停止。ソフトバンクモバイル、プリペイド契約を含むPDC(2G)の新規申し込みを停止。
- 2009年2月2日 - ソフトバンクモバイル、PDC(2G)のプリペイドサービスから3Gのプリペイドサービス「プリモバイル」への変更の受付を開始。
- 2010年3月31日 - ソフトバンクモバイル、PDC方式ソフトバンクプリペイドサービスおよびPjを終了。
- 2010年8月8日 - KDDIと沖縄セルラー電話が、新800MHz帯非対応の端末およびau ICカード非対応端末によるぷりペイドの新規取り扱いを停止。
- 2012年3月31日- NTTドコモ、ぷりコールを停止。

## 通常契約への移行
- NTTドコモ及びauでは、同一電話番号にて通常契約に移行できる。
- ソフトバンクモバイルでは、従来Pj（東海）のみ同番移行可能であったが、2006年10月23日よりソフトバンクプリペイドサービス(東海以外)でも同番移行可能となった。しかし2008年3月31日のSoftBank 6-2の新規受付終了により、通常契約への移行はできなくなった。シンプルスタイルは、通常契約への移行はできない。
- ツーカーの場合は2006年6月30日にて通常契約の新規受付が終了したので、2006年6月1日よりauの通常契約に同番移行可能であった（2006年11月15日よりauのCDMAぷりペイドにも同番移行可能であった）。ただし、ツーカーとauでは電話番号メールのシステムが違っていた（ツーカーの場合はスカイメール）。

## MNP（番号ポータビリティ）での移行
- NTTドコモ/au/ツーカー/ソフトバンクモバイルの各社プリペイド契約は、MNPで他社の携帯へ転出できる。ただし、ツーカー→auはMNPでなく、KDDI社内での同番移行扱いとなった（ただし、2008年6月まで利用可能であった）。
  - ソフトバンクモバイルの場合、プリペイド契約（ソフトバンクプリペイドサービスとプリモバイルのいずれも）からの転出についてはソフトバンクショップでの手続きを要し、ショップ店で転出手数料を支払うことになる。したがって、通常契約のようなMNPのコールセンターでの手続きは不可。なお、量販店併設のショップでは事実上ワンストップで他社移行手続きが可能となる（ただし、ディズニー・モバイルへの転出であれば、一般のショップであってもワンストップによる転出が可能）。
  - auのプリペイド契約についても、auショップないしは一部PiPitでの手続きを要し、その場で手数料を支払う必要がある。
- 他社の携帯から、auの「CDMAぷりペイド」とソフトバンクモバイルの「プリモバイル」(3G)へMNPで転入できる。「ソフトバンクプリペイドサービス(2G)」への転入は不可。